# Козлов, Николай Андреевич (Герой Советского Союза)
Никола́й Андре́евич Козло́в (1916—1943) — советский офицер, участник Великой Отечественной войны. Герой Советского Союза (1942).

## Биография
Родился 12 октября 1916 года в посёлке Русский Акташ Мензелинского уезда Уфимской губернии (ныне Альметьевского района Татарстана) в семье крестьянина. Русский. Окончил среднюю школу.
В 1937 году призван в РККА. В том же году направлен в Тамбовское военное артиллерийско-техническое училище. Обучение не закончил, так как в декабре 1939 года ушёл добровольцем на Советско-финскую войну. Окончил краткосрочные курсы младших лейтенантов. Получил боевое ранение, после которого снова встал в строй. С окончанием вооружённого конфликта с Финляндией в 1940 году был демобилизован.
Проживал в Угличе (Ярославская область), где работал счетоводом в леспромхозе, техником-строителем.
Повторно был призван в РККА Угличским райвоенкоматом незадолго до Великой Отечественной войны, 9 мая 1941 года. Был направлен в Прибалтийский военный округ, где начал проходить службу в пограничных войсках в Каунасе (Литовская ССР).

### Великая Отечественная война
Участвовал в боевых действиях с первых часов войны, сначала на Северо-Западном, затем на Ленинградском фронте. К осени 1941 года фронт откатился к подступам Ленинграда, в том числе 125-я стрелковая дивизия 55-й армии. 1 сентября 1941 года помощник начальника штаба 749-го стрелкового полка лейтенант Н. А. Козлов командовал ротой, уничтожившей в районе деревни Хаболово Кингисеппского района до 40 человек противника и доставившей ценные разведывательные данные. После этого Н. А. Козлов был назначен командиром батальона.
В октябре — декабре 1941 года его батальон сражался в районе города Колпино. В одном из боёв лейтенант Козлов лично уничтожил из ручного пулемёта более трёх десятков гитлеровцев, а всего его рота за эти три месяца — свыше 300 солдат и офицеров противника.
Лейтенант Козлов получил 19 ранений, в том числе одно тяжёлое, в результате чего лишился на правой руке трёх пальцев. Тем не менее, Н. А. Козлов настоял, вопреки мнению медицинской комиссии, на своём и вернулся на фронт.

### Звание Героя
Указом Президиума Верховного Совета СССР от 6 февраля 1942 года за образцовое выполнение боевых заданий командования и проявленные при этом мужество и героизм лейтенанту Н. А. Козлову было присвоено звание Героя Советского Союза с вручением ордена Ленина и медали «Золотая Звезда» (№ 629).
В 1942 году вступил в ряды ВКП(б). В 1943 году его полк воевал в составе 224-й стрелковой дивизии, участвуя в боях по расширению прорыва блокады Ленинграда, в Мгинской операции.
Всего за время войны Николай Козлов уничтожил до 300 солдат и офицеров противника.
10 октября 1943 года заместитель командира 185-го стрелкового полка майор Н. А. Козлов получил в бою тяжёлое ранение, от которого скончался через несколько часов в 44-м отдельном медсанбате 224-й стрелковой дивизии.

Похоронен в Ленинграде на Коммунистической площадке Александро-Невской лавры (ныне Казачье кладбище).

Могила Козлова на Казачьем кладбище Александро-Невской лавры Санкт-Петербурга.

## Награды
- Медаль «Золотая Звезда»;
- орден Ленина (1942).

## Память
Именем Героя Советского Союза Н. А. Козлова названа улица в городе Нурлат (Татарстан). В Самаре ему установлен обелиск.